# Црква Светог великомученика Георгија у Топлом Долу
Црква Светог великомученика Георгија у Топлом Долу, насељеном месту на територији општине Сурдулица, православни је храм који припада Епархији врањској Српске православне цркве.
Црква посвећена Светом великомученику Георгију саграђена је 1876. године и има издвојену звонару. Иконостас и иконе су зографски радови, са краја 19. века.
Црква је обновљена у периоду од 2008. до 2019. године.